# Maitri (polární stanice)

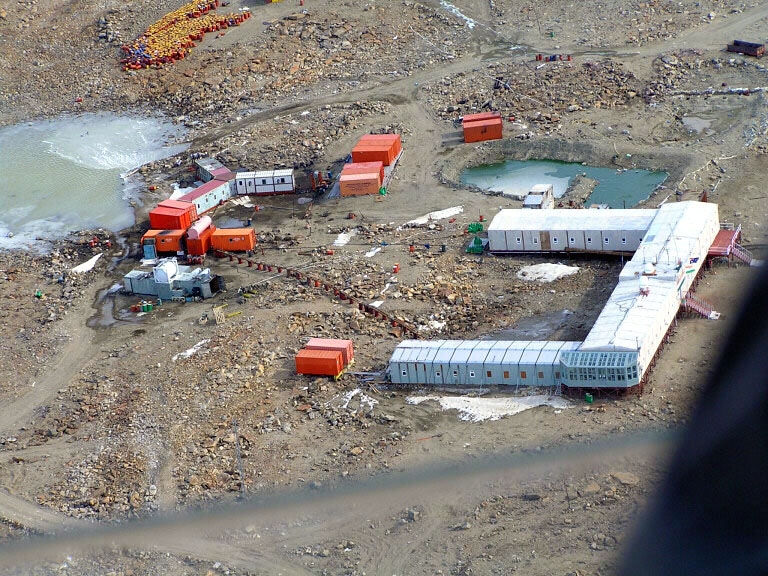
Indická výzkumná stanice Maitri

Maitri je indická výzkumná stanice v Antarktidě. Leží na břehu jezera Prijadaršini v Schirmacherově oáze v zemi královny Maud, 100 km od pobřeží Weddellova moře. Byla založena v roce 1989 a nahradila nedalekou základnu Dakšin Gángotrí. Základna je v provozu celoročně a vejde se na ni 25 výzkumníků v oborech geologie, biologie a glaciologie.